# Delmas
Delmas (em crioulo, Dèlma), é uma comuna do Haiti, situada no departamento do Oeste e no arrondissement de Port-au-Prince. De acordo com o censo de 2003, sua população total é de 679.650 habitantes. Foi considerada pelo Banco Mundial como a cidade mais pobre do mundo.